# Extensible Application Markup Language
L'Extensible Application Markup Language (XAML) és un llenguatge de marques desenvolupat per Microsoft per dissenyar interfícies d'usuari i definir el comportament d'aplicacions en plataformes com Windows Presentation Foundation (WPF) i Universal Windows Platform (UWP). Mitjançant una estructura basada en XML, XAML permet crear de manera eficient components visuals i funcionalitats, separant el disseny de la lògica de programació. Aquesta separació facilita el treball col·laboratiu entre desenvolupadors i dissenyadors, millorant la productivitat en el desenvolupament d'aplicacions modernes.

## Funcionament
Per poder treballar amb XAML, cal instal·lar el Framework .NET de Microsoft per fer aplicacions d'escriptori (Framework 4 .NET) o Microsoft Silverlight per fer aplicacions web. I per poder modificar el XAML d'una forma visual un editor XAML que tingui una opció de vista en viu per exemple Microsoft Expression Blend o Kaxaml.
Tot el que es pot fer en XAML també es pot fer en el codi, només és una altra manera de fer i inicialitzar objectes; depèn de l'usuari si vol declarar en XAML o escriure en codi. Els avantatges de crear en XAML són: el codi XAML és curt i clar per a llegir; separació de codi del dissenyador i la lògica; eines de disseny gràfic com Expression Blend, i la separació de la lògica XAML i la interfície d'usuari li permet separar clarament els rols de dissenyador i desenvolupador.

## Extensions
Les extensions de marcat són marcadors de posició dinàmica dels valors d'atribut en XAML. Resolen el valor d'una propietat en temps d'execució:
- Binding. Per enllaçar els valors de les propietats.
- StaticResource. Recerca d'una operació d'entrada de recursos.
- DynamicResource. Actualització automàtica de les operacions de recerca d'una entrada de recursos.
- TemplateBinding. Per enllaçar una propietat d'una plantilla de control a una propietat de dependència del control.
- x:Static. Resoldre el valor d'una propietat estàtica.
- x:Null. Tornar null.

## Exemple
```
<Window
 
x:Class=
"UsoWPF.Window1"

 
xmlns=
"http://schemas.microsoft.com/winfx/2006/xaml/presentation"

 
xmlns:x=
"http://schemas.microsoft.com/winfx/2006/xaml"

 
Title=
"Window1"
 
Height=
"300"
 
Width=
"300"
>

 
<Grid>

 
<TextBlock
 
Width=
"120"
 
Text=
"Visca Lleida"
 
Height=
"25"
/>

 
</Grid>

</Window>

```